# Between the Buried and Me
Between the Buried and Me (förkortat: BTBAM) är ett progressive metal-band från Raleigh, North Carolina. Bandet grundades år 2000 och har släppt tio studioalbum; det senaste, Colors II, 2021. Sitt första Sverigebesök gjorde bandet under våren 2010, då de spelade i Lund, Umeå, Stockholm och Göteborg.

## Musikstil
Between the Buried and Mes musik tar sin utgångspunkt i den progressiva metallen men blandar in ytterligare genrer, såsom teknisk death metal, metalcore, avant garde och jazz. Låtarna är ofta långa och med komplexa rytmpartier. Vissa av albumen hänger ihop tematiskt, exempelvis Colors (2007) och Colors II (2021); Automata I och II (2018), samt EP:n The Parallax: Hypersleep Dialogues (2011) och The Parallax II: Future Sequence (2012).

## Medlemmar
Nuvarande medlemmar
- Tommy Giles Rogers, Jr. – sång, keyboard (2000– )
- Paul Waggoner – leadgitarr, bakgrundssång (2000– ), rytmgitarr (2023– )
- Dan Briggs – basgitarr (2005– ), keyboard (2011– ), bakgrundssång (2005–2008)
- Blake Richardson – trummor (2005– ), bakgrundssång (2018– )

Livemusiker
- Tristan Auman – rytmgitarr (2023– ), bakgrundssång (2025– )

Tidigare medlemmar
- Jason Schofield King – basgitarr (2000–2004)
- Will Goodyear – trummor, sång (2000–2002)
- Marc Duncan – rytmgitarr (2000)
- Nicholas Shawn Fletcher – rytmgitarr (2000–2003)
- Michael Howard Reig – trummor (2002–2003)
- Mark Castillo – trummor (2003–2004)
- Shane Blay – rytmgitarr (2004)
- Jason Roe – trummor (2004–2005)
- Kevin Falk – basgitarr (2004–2005)
- Dustie Waring – rytmgitarr (2005–2025)[3]

## Diskografi

### Studioalbum
- Between the Buried and Me (2002)
- The Silent Circus (2003)
- Alaska (2005)
- Colors (2007)
- The Great Misdirect (2009)
- The Parallax II: Future Sequence (2012)
- Coma Ecliptic (2015)
- Automata I (2018)
- Automata II (2018)
- Colors II (2021)
- The Blue Nowhere (2025)

### Coveralbum
- The Anatomy Of (2006)

### Livealbum
- Colors Live (2008)
- Future Sequence: Live at the Fidelitorium (2014)
- Coma Ecliptic: Live (2017)
- The Great Misdirect: Live (2022)

### EP
- The Parallax: Hypersleep Dialogues (2011)

### DVD
- Colors Live (2008)